# PWD de Bamenda
El PWD de Bamenda es un equipo de fútbol de Camerún que milita en la Primera División de Camerún, la liga de fútbol más importante del país.

## Historia
PWD Bamenda (Public Works Department) fue creado en 1962 como el primer equipo de fútbol profesional en la Región Noroeste de Camerún.  También es uno de los primeros clubes de fútbol en el antiguo Camerún Occidental.
El PWD Bamenda Social Football Club estaba dirigido por el extinto Departamento de Obras Públicas del antiguo Camerún Occidental. En el momento de su creación la mayoría de sus trabajadores eran ex empleados.
PWD Bamenda se coronó campeón de Camerún por primera vez en 2020, después de 58 años de existencia.
Fue fundado en la ciudad de Bamenda, al noroeste de Camerún y han estado en la Primera División de Camerún, aunque con más pena que gloria en varias temporadas, la última de ellas había sido en el 2005. Su mejor temporada en la máxima categoría había sido la del 2003, en la que se ubicaron en la tercera posición hasta que ganaron el título nacional en la temporada 2019/20; y han sido finalistas de la Copa de Camerún en 2 ocasiones, perdiendo ambas.
A nivel internacional fueron el primer equipo de Camerún en competir en la Copa Confederación de la CAF en la edición del 2004, en la que fueron eliminados en la segunda ronda por el AS Douanes de Senegal.

## Palmarés
- Elite One (1): 2019-20

- Copa de Camerún (1): 2021

- Subcampeón de la Copa de Camerún (2): 1967, 1979

## Participación en competiciones de la CAF
| Temporada | Torneo                       | Ronda      | Club             | Casa | Visita | Global  |
| --------- | ---------------------------- | ---------- | ---------------- | ---- | ------ | ------- |
| 2004      | Copa Confederación de la CAF | 1          | TP Mazembe       | 1-0  | 1-2    | 2-2 (a) |
| 2004      | Copa Confederación de la CAF | 2          | AS Douanes       | 2-2  | 0-3    | 2-5     |
| 2020/21   | Liga de Campeones de la CAF  | Preliminar | Kaizer Chiefs    | 0-1  | 0-0    | 0-1     |
| 2022/23   | Copa Confederación de la CAF | 1          | ASSM Elgeco Plus | 1-1  | 0-1    | 1-2     |

## Entrenadores
- Roger Constantin Bep (?–septiembre de 2023)[6]
- Dieudonné Nke (septiembre de 2023–presente)[3]